# Лагуна-Біч (Флорида)
Лагуна-Біч (англ. Laguna Beach) — переписна місцевість (CDP) в США, в окрузі Бей штату Флорида. Населення — 4330 осіб (2020).

## Географія
Лагуна-Біч розташована за координатами 30°15′20″ пн. ш. 85°57′11″ зх. д. / 30.25556° пн. ш. 85.95306° зх. д. (30.255479, -85.953146).  За даними Бюро перепису населення США в 2010 році переписна місцевість мала площу 6,82 км², з яких 6,24 км² — суходіл та 0,58 км² — водойми.

## Демографія
Згідно з переписом 2010 року, у переписній місцевості мешкали 3932 особи в 1816 домогосподарствах у складі 1022 родин. Густота населення становила 577 осіб/км².  Було 4607 помешкань (675/км²).
Расовий склад населення:
| - 91,8 % — білих - 1,2 % — корінних американців - 1,1 % — чорних або афроамериканців - 0,8 % — азіатів - 0,1 % — вихідців з тихоокеанських островів - 2,3 % — осіб інших рас |

До двох чи більше рас належало 2,7 %. Частка іспаномовних становила 5,8 % від усіх жителів.
За віковим діапазоном населення розподілялося таким чином: 16,3 % — особи молодші 18 років, 64,2 % — особи у віці 18—64 років, 19,5 % — особи у віці 65 років та старші. Медіана віку мешканця становила 45,7 року. На 100 осіб жіночої статі у переписній місцевості припадало 102,6 чоловіків;  на 100 жінок у віці від 18 років та старших — 102,8 чоловіків також старших 18 років.
Середній дохід на одне домашнє господарство  становив 61 455 доларів США (медіана — 45 978), а середній дохід на одну сім'ю — 80 604 долари (медіана — 62 024). За межею бідності перебувало 11,7 % осіб, у тому числі 18,1 % дітей у віці до 18 років та 3,4 % осіб у віці 65 років та старших.
Цивільне працевлаштоване населення становило 2086 осіб. Основні галузі зайнятості: будівництво — 29,1 %, мистецтво, розваги та відпочинок — 15,8 %, науковці, спеціалісти, менеджери — 12,6 %, роздрібна торгівля — 9,8 %.